# Boxermotor
Der Boxermotor (in der deutschen Norm DIN 1940 nur: Boxer-Motor) ist eine Bauform eines Mehrzylinder-Hubkolbenmotors, der meist als Verbrennungsmotor eingesetzt wird.

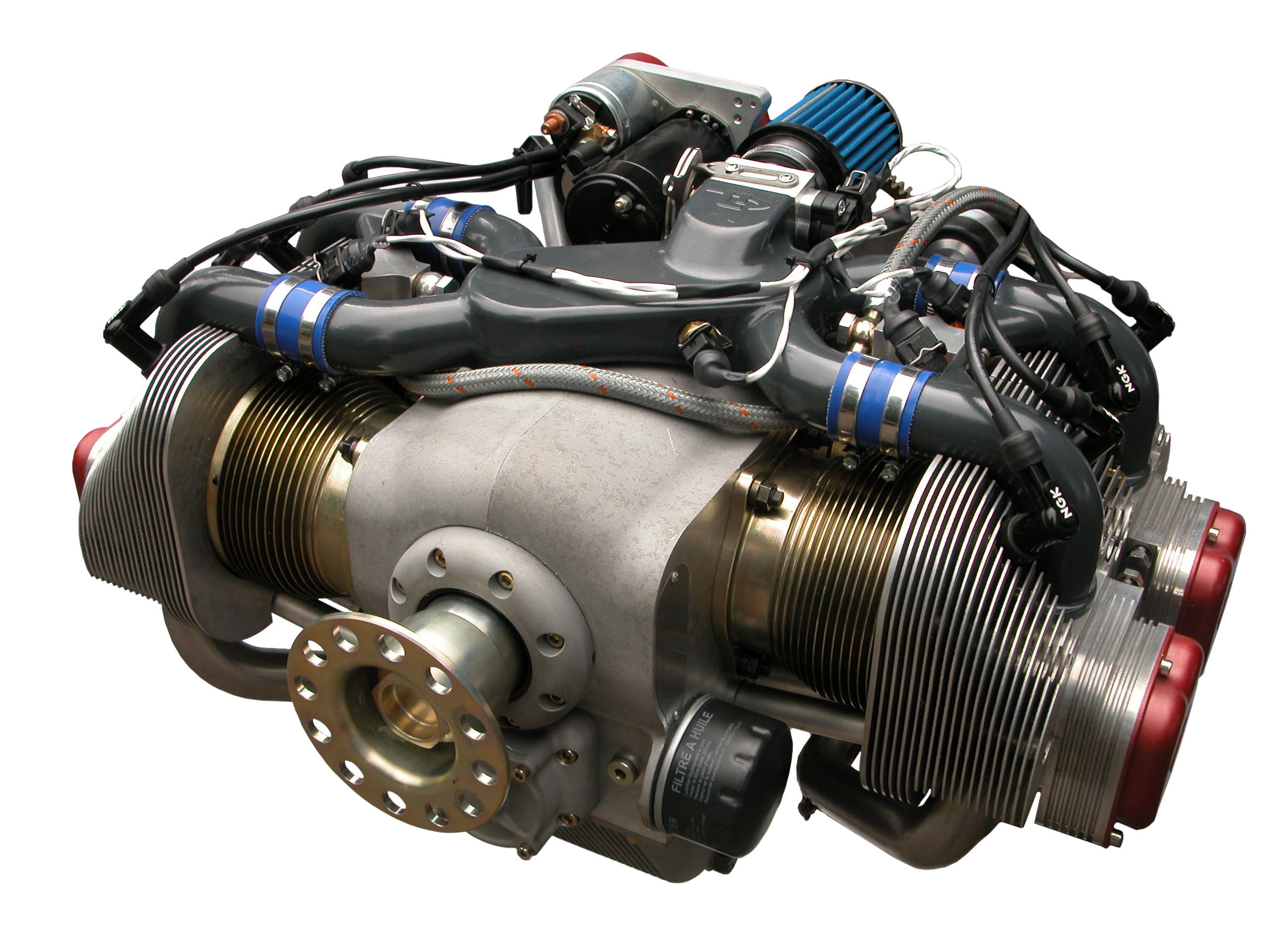
Der Flugmotor UL260i von ULPower Aero Engines ist ein Vierzylinder-Boxermotor

Gegenüberliegendes Kolbenpaar in einem Boxermotor – Achtung Grafikfehler: Rechtes Pleuel falsch angelenkt, rechter Kolben macht nur halben Hubweg.

## Geschichte

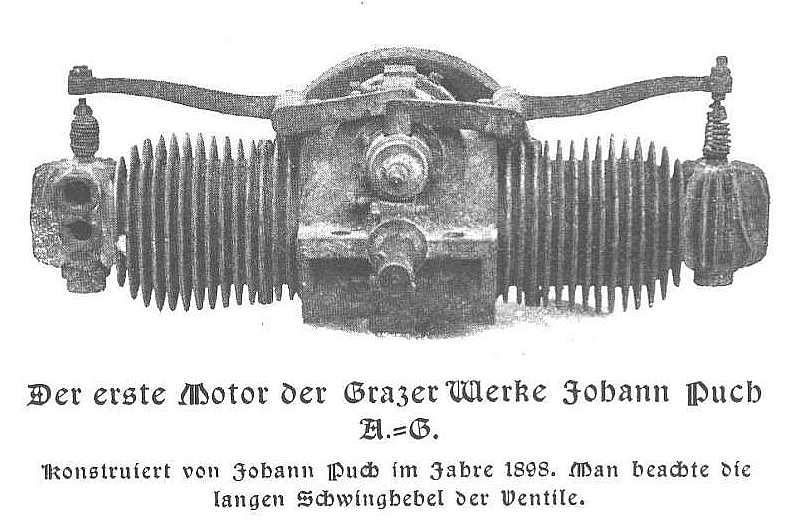
Diesen Zweizylinder-Boxermotor entwickelte Puch 1898

Erfunden wurde der Boxermotor von Carl Benz 1896. Benz nannte ihn „Contra-Motor“, da sich die beiden Zylinder gegenüberlagen, und baute ihn erstmals 1897 in das Modell „Dos à Dos“ (französisch: Rücken an Rücken) der Benz & Cie. Rheinische Gasmotorenfabrik ein. Johann Puch stellte im Jahr 1898 seinen ersten Boxermotor vor.

## Bauformen
Der Boxer wird meistens mit einer geraden Zylinderzahl gebaut. Eine Ausnahme stellt der Dreizylinder-Boxermotor dar. Boxermotoren werden vorwiegend als Viertaktmotoren gebaut. Die Zylinder bzw. Zylinderbänke (bei mehr als zwei Zylindern) sind dabei einander gegenüberliegend (Bankwinkel 180°) und etwas versetzt zueinander angeordnet (siehe Abbildung).
Abgrenzung zum V-Motor

Links: V-180°
Rechts: Boxer
Prinzipskizze

Boxermotor (oben) und V-180°-Motor (unten) als Animation

Der Unterschied zum 180°-V-Motor liegt in der Anordnung der Pleuel auf der Kurbelwelle:
- Bei Boxermotoren sind die Pleuel zweier gegenüberliegender Zylinder auf zwei um 180° versetzte Hubzapfen angeordnet. Die beiden Kolben bewegen sich gegenläufig und befinden sich spiegelverkehrt stets in der gleichen Position, also beispielsweise beide im oberen Totpunkt.
- Beim V-Motor greifen jeweils zwei Pleuel am selben Hubzapfen an, die Kolben bewegen sich somit in die gleiche Richtung. Beim 180°-V-Motor befindet sich also je ein Kolben in der „Aufwärtsbewegung“ (bei einem also im Verdichtungs- oder Ausstoßtakt), der andere in der „Abwärtsbewegung“ (also im Ansaug- oder Arbeitstakt). Da sich die Massenkräfte gegenüberliegender Kolben anders als beim Boxer nicht ausgleichen, ist diese Bauart nur bei mehreren Zylinderpaaren sinnvoll. Bekannte und gelegentlich als Boxer bezeichnete Zwölfzylindermotoren sind der Motor des Porsche 917, sowie verschiedene Ferrari Berlinetta Boxer (in den Typen 365, 512 BB und Testarossa). Tatra verwendete 180°-V-Motoren mit vier Zylindern 1932 im Tatra 57.

## Vor- und Nachteile
Die Vorteile eines Boxermotors gegenüber einem Reihen- oder V-Motor sind insbesondere:
- gleichmäßigerer Lauf durch besseren Ausgleich der Trägheitskräfte (Massenkräfte) und damit verbunden eine vergleichsweise höhere Laufruhe,
- weniger mechanische Beanspruchungen wie zum Beispiel Spannungen oder Schwingungen,
- weniger rotierende Massen durch kürzere Kurbelwelle und das Entfallen einer bei Reihen- und V-Motoren mitunter notwendigen Ausgleichswelle,
- flache Bauweise, die zu einem tieferen und damit günstigeren Schwerpunkt eines Fahrzeugs führt, die aber durch die Schräglagenfreiheit bei Motorrädern und die nach unten führende Abgasanlage bei Vielzylinder-Motoren begrenzt wird.

Als Nachteile gelten:
- größere Anzahl an Bauteilen und Fertigungsstufen, die in der Serienfertigung zu höheren Fertigungskosten führen;
- höherer Platzbedarf schließt den Quereinbau (Kurbelwelle quer zur Fahrtrichtung) meist aus.
- Die Ölschmierung wird bei liegenden Motoren nicht durch die Schwerkraft unterstützt. Das ist insbesondere wegen der Seiten- und Längsbeschleunigungen konstruktiv zu berücksichtigen, beispielsweise durch Ölpumpen, die an kritischen Stellen (Zylinderkopf, Turbolader) Öl absaugen, oder durch Schottwände.[1]
- Zweizylinder-Boxermotoren mit horizontaler Durchströmung besitzen bei einem Vierventil-Zylinderkopf eine aufwändige Ventilsteuerung, weil Kurbelwelle und Kipphebelachse nicht parallel verlaufen.
- Die Gehäusehälften müssen vertikal geteilt und wegen der hohen Kräfte mit einem sehr robusten Dichtungsflansch ausgeführt werden, weshalb sie im Allgemeinen schwerer als gleich große V-Motoren sind.
- Die Auspuffanlagen von Mehrzylinder-Boxermotoren erfordern ein Anheben des Triebwerks im Fahrzeug. Bei Motorrädern verbietet die Schräglagenfreiheit eine tiefe Einbaulage des Boxermotors, weshalb er sich im Motorradsport außer bei Gespannen nicht als langfristig erfolgreich etablierte.

## Boxermotoren in Straßenfahrzeugen

### Volkswagen-Pkw und -Transporter
Der meistgebaute Boxermotor weltweit ist der luftgekühlte Vierzylinder von Volkswagen, der in den 1930er Jahren für den VW Käfer entwickelt und in verschiedenen Varianten noch bis 1992 im VW-Bus verwendet wurde. Die Produktion dieser Motoren endete 2003 zusammen mit der Käfer-Fertigung bei Volkswagen de México. Der Motor wird in den meisten Trikes bis heute (2014) verwendet.
Der VW-Bus T2 (in Deutschland von 1967 bis 1979 gebaut) war in Brasilien mit luftgekühltem Boxermotor bis zum Jahresende 2005 in Produktion. Die Fertigung bis zum Produktionsende wurde auf wassergekühlte Reihenmotoren umgestellt.
Ab Ende 1982 wurden in Deutschland in den VW-Bus T3 außer den bewährten luftgekühlten Motoren auch wassergekühlte Varianten („Wasserboxer“, WBX) eingebaut. Die leistungsstärksten waren mit einer elektronischen Zündung und Benzineinspritzung ausgestattet (Digifant) mit Katalysator und 95 PS (70 kW) oder Digijet ohne Katalysator und 112 PS (82 kW). Wegen der aufwendigen Führung der Wasserrohre zwischen den beiden Zylinderköpfen und der Verbindung zum Frontkühler waren diese Wagen jedoch störungsanfälliger als ihre luftgekühlten Vorgänger. Deshalb wurde 1992 – zwei Jahre nach Einführung des frontgetriebenen VW-Bus T4 – die Produktion der VW-Boxermotoren in Deutschland nach über 50 Jahren eingestellt.

### Andere Fahrzeughersteller

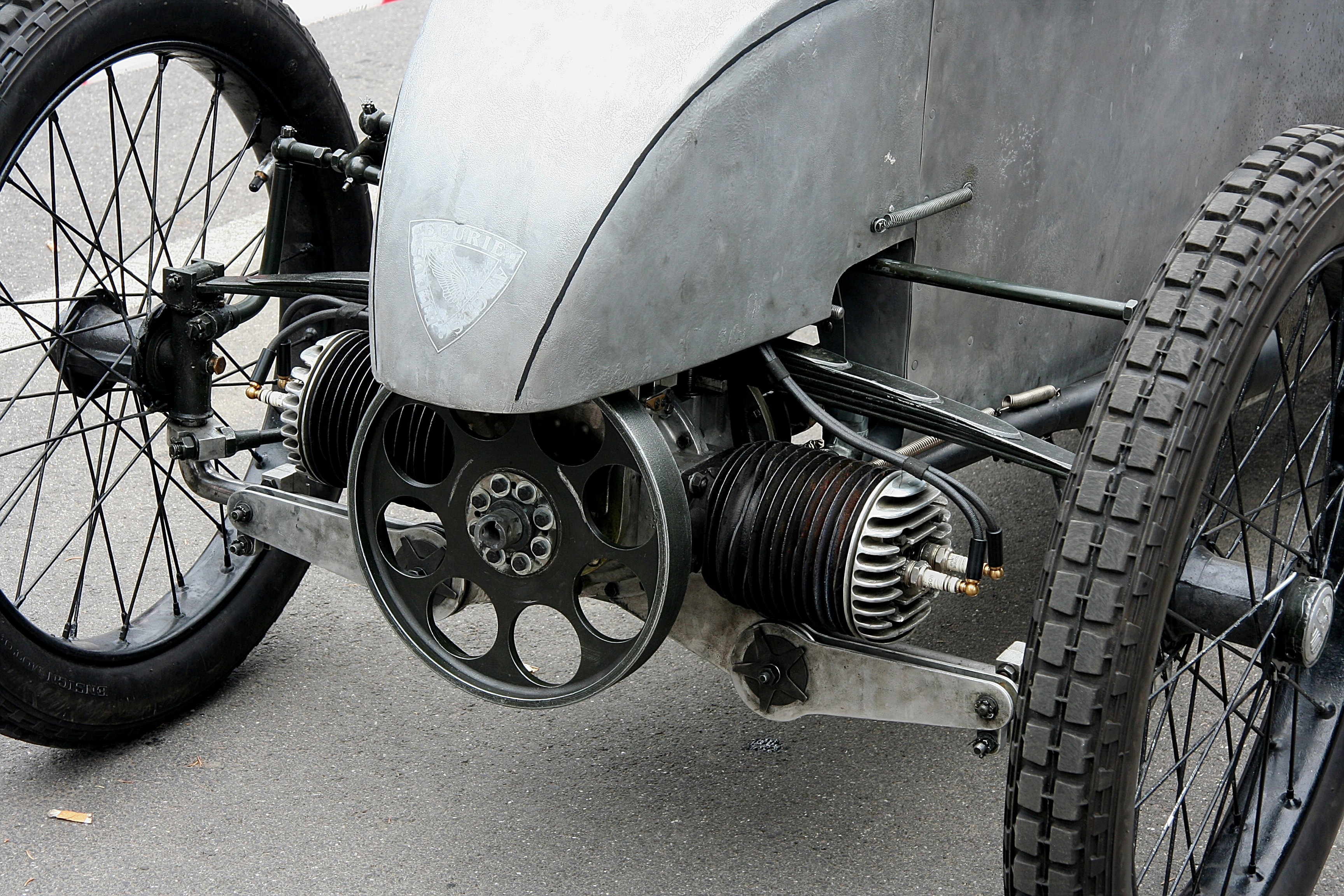
Zweitakt-Boxermotor im Sima-Violet-Rennwagen um 1923/24

Der britische Hersteller Jowett Cars Ltd. in Bradford baute Zweizylinder-Boxermotoren mit 815 cm³, ab 1935 Vierzylinder-Boxermotoren und 1947 einen neuen Vierzylinder-Boxermotor mit 1,5 Liter Hubraum in seine Fahrzeuge ein. Alle Motoren waren wassergekühlt.

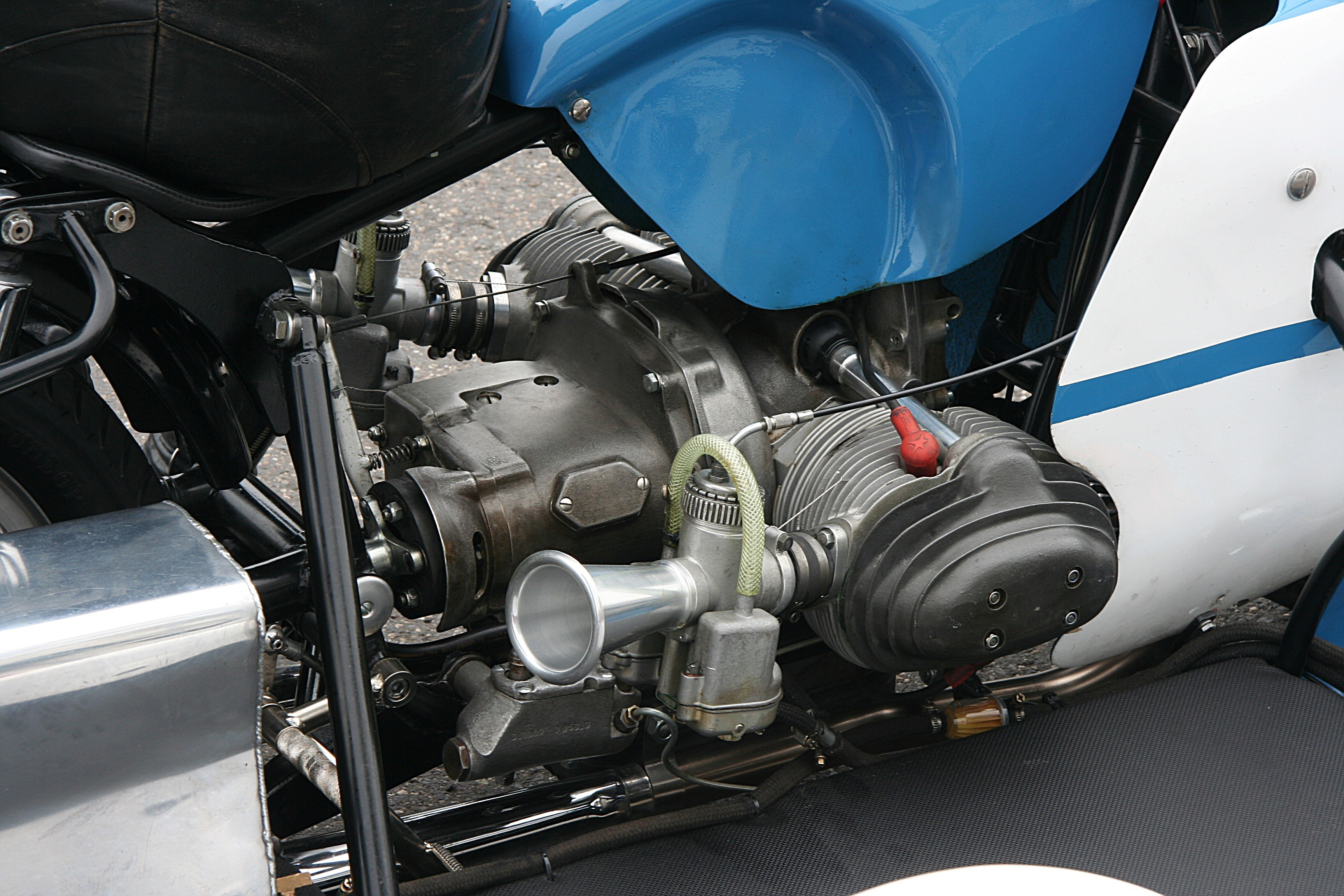
BMW-RS-54-Rennmotor im Gespann von Deubel/Hörner

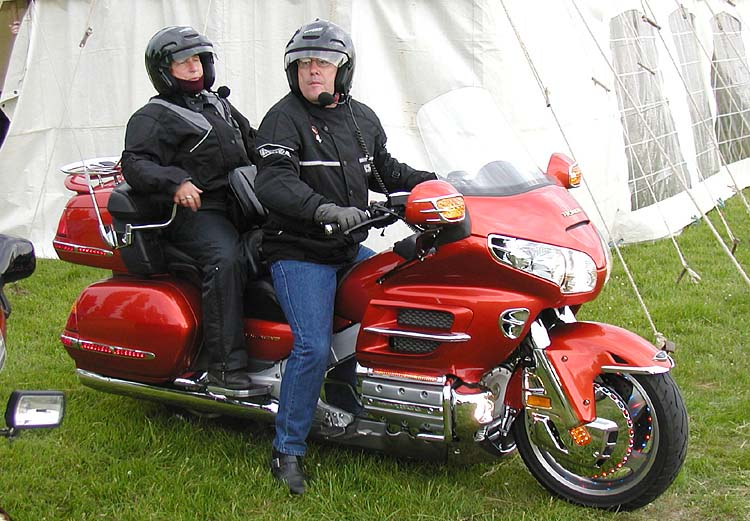
Honda Gold Wing 1800a

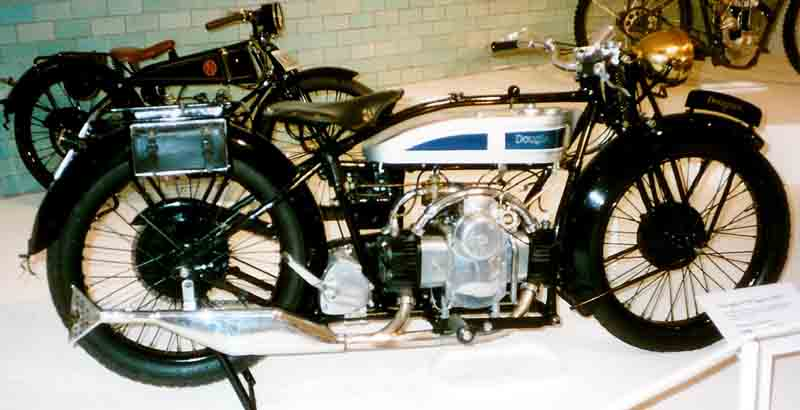
Douglas Sport 600

Subaru und auch Porsche setzen serienmäßig wassergekühlte Boxermotoren ein. Die Subaru-Boxer wurden auch beim Subaru-Derivat Saab 9-2X verwendet. Subaru lieferte zwischen 2008 und 2018 den ersten Pkw-Diesel-Boxermotor mit Common-Rail-Einspritzung und Turboaufladung.
Weitere Fahrzeughersteller experimentierten mit Boxermotoren. Der tschechische Automobilhersteller Tatra baute luftgekühlte Zwei-, Vier- und Achtzylindermotoren für Pkw. Sie wurden allgemein als Boxer bezeichnet, die Vierzylinder waren aber 180°-V-Motoren.
Der Citroën 2CV („Ente“) und die von ihm abgeleiteten Modelle hatten luftgekühlte Zweizylinder-Boxer. Dies gilt auch für die niederländischen Pkw DAF 600 und deren Nachfolger, die für ihr stufenloses „Variomatic“-Getriebe bekannt waren. Auch die Kleinwagenmodelle der Puch-Werke (Puch 500/650), die in den 1960er Jahren Erfolge im Motorsport erzielten, sowie der Geländewagen Puch Haflinger waren mit luftgekühlten Zweizylinder-Boxermotoren ausgerüstet, ebenso die Fahrzeuge des französischen Herstellers Panhard, die aus einem Einliter-Zweizylinder-Boxermotor bis zu 70 PS (51 kW) schöpften.
Die Kleinwagen BMW 600 und BMW 700 hatten einen vom Motorrad abgeleiteten gebläsegekühlten Zweizylinder-Boxermotor mit Leichtmetall-Kurbelgehäuse.
Die Borgward-Gruppe hatte bereits Ende der 1950er Jahre für ihre Modellreihen Goliath 1100/Hansa 1100 und Lloyd Arabella 1100 bzw. 900 cm³ große wassergekühlte Vierzylinder-Boxermotoren mit Aluminium-Kolben, -Köpfen und -Gehäusen in der Serienfertigung.
Der Citroën GS hatte einen modernen luftgekühlten Vierzylinder-Boxermotor mit oben liegenden Nockenwellen.
Bekannt sind die Motoren mit vier und sechs Zylindern von Porsche aus den Baumustern 356 und 911 (letzterer bis 1998 luftgekühlt).
Der US-amerikanische Chevrolet Corvair hatte einen Sechszylinder-Boxermotor im Heck, anfangs mit 2300 cm³ Hubraum, später mit 2400 und 2700 cm³. Vom 2,4- und 2,7-Liter-Triebwerk gab es Turbo-Versionen; die letzte davon leistete mit 2,9-Liter-Motor bis zu 132 kW (180 PS).
Alfa Romeo verwendete Boxer-Motoren von Anfang der 1970er Jahre bis Ende der 1990er in seinen Modellen Alfasud, 33, Arna, 145 und 146. Lancia verwendete wassergekühlte Vierzylinder-Boxermotoren von 1960 bis 1984 in den Frontantriebsfahrzeugen Lancia Flavia, Lancia 2000 und Lancia Gamma, eine Gesamtproduktion von über 110.000 Pkw.
Die in den 1960er Jahren eingesetzten Rennwagen Porsche 904 bis 910 hatten Achtzylinder-Boxermotoren. Auch Zwölfzylinder wurden realisiert, meist jedoch ebenfalls nur für Rennzwecke. In der Regel handelt es sich bei diesen Motoren jedoch um keine echten Boxermotoren, sondern um 180°-V-Motoren, wie zum Beispiel im Porsche 917, Ferrari 512 BB und Testarossa.

### Motorräder
Nach verschiedenen kleineren Herstellern begann vor allem BMW 1923 mit der Fertigung von Boxermotoren für Motorräder in großen Stückzahlen. Nach einem Einbaumotor in Boxerbauweise für die Victoria-Werke in Nürnberg, der sich stark am Vorbild der englischen Douglas orientierte, war die BMW R 32 das erste serienmäßige BMW-Motorrad mit Boxermotor. Allerdings ist die Kurbelwelle bei der Douglas quer zur Fahrtrichtung eingebaut, sodass ein Zylinder nach vorn und einer nach hinten gerichtet ist. Dieser nach hinten gerichtete Zylinder wird nur unzureichend gekühlt. Der Längseinbau bei BMW und Honda reduziert die Fahrzeuglänge und eignet sich gut für den Hinterradantrieb mit Gelenkwelle. Außerdem liegen die Zylinder im Fahrtwind.
Der weltweit meistgebaute Motorrad-Boxermotor ist der seitengesteuerte 750er BMW-Boxermotor der von 1938 bis 1941 gebauten BMW R 71. Nach Produktionsende in Deutschland wurde er in der Sowjetunion als Motor für das Gespannmotorrad M-72 nachgebaut und später für die Fahrzeuge der sowjetischen bzw. heute ukrainischen und russischen Motorradmarken Dnepr und Ural weiterentwickelt. Der weitgehend unveränderte seitengesteuerte R-71-Motor wird seit 1957 vom chinesischen Hersteller Chang-Jiang bis heute (2015) nachgebaut.
Ebenso wurde im Zweiten Weltkrieg die Entwicklung eines Zweitakt-Zweizylinderboxermotors bei DKW begonnen. Nach dem Krieg liefen diese 350-cm³-Motoren mit 15 (später 17) PS in gespannfähigen Motorrädern zunächst unter dem Namen IFA BK 350, später dann als MZ BK 350 bis 1959 vom Band.
In hohen Stückzahlen werden seit 1974 von Honda für das Modell Gold Wing zunächst wassergekühlte Vierzylinder-, ab 1988 Sechszylinder-Boxermotoren gefertigt. Weitere Motorräder mit Boxermotor waren unter anderem die Zündapp KS 601 und die in kleiner Stückzahl gebaute Hoffmann Gouverneur.

## Luftfahrzeuge

### Flugmotoren

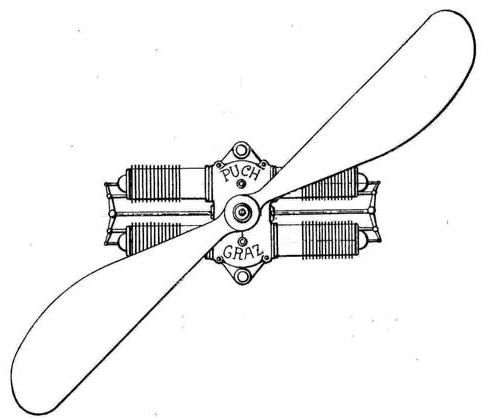
Flugmotor von Johann Puch, Patent AT 48877 (1909)

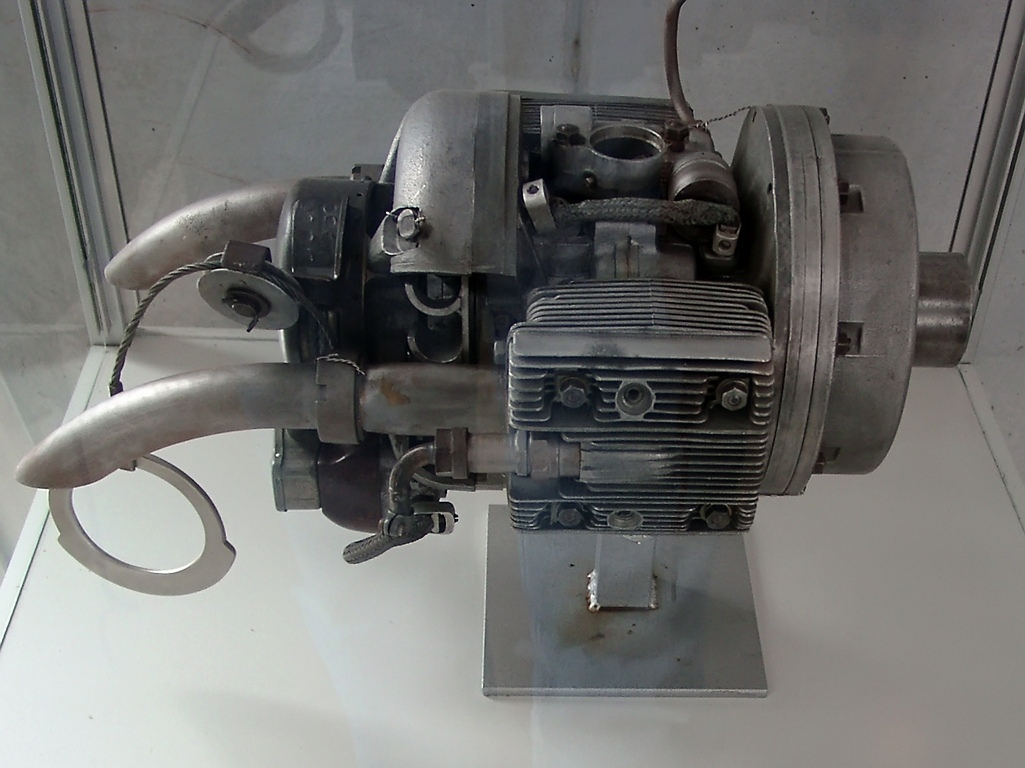
Riedel-Anlasser

Bei einmotorigen Flugzeugen ist der luftgekühlte Boxermotor unter anderem wegen der guten Kühlung der beiden im Luftstrom liegenden Zylinderbänke und der geringen Bauhöhe der am häufigsten verwendete Antrieb. Hersteller sind zum Beispiel Lycoming, Rotax und Limbach.
Für Kleinflugzeuge stellte auch Porsche Boxermotoren her. Bereits 1943 stattete das Porsche-Konstruktionsbüro einen Motorsegler mit einem 33-PS-VW-Motor aus, der im Rumpf hinter der Pilotenkanzel eingebaut war und dem kleinen Flugzeug zu einer Höchstgeschwindigkeit von 140 km/h verhalf. 1959 zeigte Porsche bei der Deutschen Industrie-Messe in Hannover Flugmotoren auf der Basis des Porsche 356. Diese Vierzylinder-Boxermotoren mit der Typnummer 678 hatten einen Hubraum von 1582 cm³ und leisteten je nach Ausführung 50 bis 75 PS. Abweichend vom Sportwagenmotor hatten sie Doppelzündung mit zwei Zündkerzen je Zylinder und Trockensumpfschmierung. Die Motoren waren luftgekühlt, je nach Ausführung entweder durch Fahrtwind oder Gebläse. Von September 1983 bis 1990 wurde von Porsche der vom Typ 911 abgeleitete Sechszylinder-Boxer-Flugmotor PFM 3200 angeboten.

### Startermotor für Strahltriebwerke
Während des Zweiten Weltkrieges wurden Boxermotoren als Anlassermotor für die ersten deutschen Strahltriebwerke eingesetzt, um das Triebwerk auf Anlassdrehzahl hochzufahren. Der von Norbert Riedel entwickelte Zweizylinder-Zweitakt-Boxermotor „Riedel-Anlasser“ hatte einen Hubraum von 270 cm³ und eine Leistung von 8 kW (10,5 PS) bei 7150/min. Er war als extremer Kurzhuber (Bohrung/Hub: 70 mm/35 mm = 2:1) ausgeführt, damit er in die Nabe des Turbinenverdichters passte, und wurde elektrisch oder mit einem Seilzugstarter gestartet. Der Motor wurde von den Victoria-Werken in Nürnberg produziert und diente als Anlasser für die Strahltriebwerke Junkers Jumo 004 und BMW 003.

## Weitere Einsatzbereiche
Dieter König in Berlin baute ab den 1960er Jahren erfolgreiche Zweitakt-Außenbordmotoren in Boxerbauart für Rennboote.
Boxermotoren werden zum Teil auch im Motorsport, als Industriemotor zum Antrieb von Feuerlöschpumpen, Mähdreschern oder als Hilfsantrieb in O-Bussen verwendet.

## Sonderbauformen

### Inline-Boxermotor

Prinzip des Inline-Boxermotors

Der Inline-Boxermotor besteht aus zwei Zylindern, die sich in einer Linie gegenüberliegen. Ein Kolben ist konventionell über ein Pleuel mit der Kurbelwelle verbunden, der zweite Kolben (rechts im Bild) über ein Tandempleuel. Die Kurbelwelle ist dreifach gekröpft.
Durch diese Bauweise verursacht der Inline-Boxermotor kaum Vibrationen, da der Massenausgleich optimal ist. Die Kurbelwelle ist sehr kurz, wodurch eine geringe Baulänge möglich ist. Anfang der 1990er Jahre haben Professoren und Diplomanden der Fachhochschule Bingen diese Bauweise erfolgreich auf dem Prüfstand und in Fahrversuchen erprobt. Johann Puch patentierte 1900 ein ähnliches Konzept:
- Patent  CH21059A: Neuerung an zweicylindrigen Explosionsmotoren.. Angemeldet am 13. Januar 1900, veröffentlicht am 15. Mai 1901, Erfinder: Johann Puch.‌
(Konstruktionszeichnung für einen Boxermotor, ein Pleuel, durchgehende Kolbenstange verbundene Kolben.)

### Dreizylinder-Boxermotor
Der englische Motorradhersteller Humber Motorcycles entwickelte 1913 einen Dreizylinder-Boxermotor mit 750 cm³ Hubraum. Der Motor hatte einen Zylinder mit 78 mm Bohrung und 78 mm Hub, die beiden anderen Zylinder hatten bei gleichem Hub 55 mm Bohrung. Die Kurbelwelle hatte drei Kröpfungen, wobei die Pleuel der kleinen Zylinder links und rechts vom großen Zylinder mit der Kurbelwelle verbunden waren. Die kleinen Zylinder hatten einen gemeinsamen Brennraum. Dieser Motor wurde in einige Autos mit Dreiganggetriebe und Kettenantrieb eingebaut.